# ليز مولر
ليز مولر (بالإنجليزية: Liz Moller)‏ هي مجدفة أسترالية، ولدت في 9 فبراير 1972.

## وصلات خارجية
- ليز مولر على موقع الاتحاد الدولي للتجديف (الإنجليزية)